# Trou analogique
Pour les articles homonymes, voir Trou.
Un trou analogique ou passoire analogique (en anglais Analog Hole) est une expression désignant la méthode permettant de contourner la protection des œuvres et fichiers numériques (documents et fichiers chiffrés, musiques et vidéos protégées par DRM, etc) en les copiant sous la forme analogique, au moment où elles sont lues.
Dans le cas particulier des droits d'auteur, les sociétés vendant des œuvres numériques qui se battent contre le piratage. Pour cela, elles peuvent tenter d'empêcher les copies des œuvres qu'elles commercialisent.

## Problématique
L'être humain est incapable de lire directement les contenus numériques, qui devront être transformés en contenus analogiques (lecture d'un son, affichage d'un texte ou d'une vidéo...) afin d'être lus. Les mesures techniques de protection tentent d'empêcher la copie numérique des contenus, mais sont incapables d'empêcher la duplication du contenu analogique, par le biais de captures d'écran, enregistrement audio...
Il est donc théoriquement impossible d'empêcher la copie d'un contenu numérique, sauf à en empêcher la lecture.

## Prises de positions et dispositions légales
En 2005, les États-Unis votent l'interdiction de tout dispositif permettant de convertir un signal analogique à numérique, comme les tuners. Cette disposition a été approuvée par la MPAA, représentant l'industrie cinématographique américaine.
Le protocole HDCP vise à rendre plus difficile l'utilisation du trou analogique, puisqu'il nécessite un port HDMI disposant de DRM.
La loi DADVSI interdit le contournement des mesures techniques de protection.